# (S)-2-Methyl-3,4,5,6-tetrahydropyrimidin-4-carbonsäure
(S)-2-Methyl-3,4,5,6-tetrahydropyrimidin-4-carbonsäure (synonym Ectoin) ist ein zur Gruppe der kompatiblen Solute bzw. der Extremolyte gehörender Naturstoff. Es wird unter anderem von halophilen (salzliebenden) Bakterien gebildet. Diese schützen sich so vor extremen Umweltbedingungen, wie  z. B. starken Temperaturschwankungen, hoher Salzkonzentration, Austrocknung oder UV-Strahlung. Ein Überleben dieser extremophilen Organismen unter solchen Stressbedingungen wird so ermöglicht.

## Vorkommen
Ectoin ist eines der am weitest verbreiteten kompatiblen Solute. Es wurde 1985 erstmals in dem Purpurbakterium Halorhodospira halochloris nachgewiesen (früher Ectothiorhodospira halochloris genannt, wovon sich der Trivialname Ectoin ableitet), das aus einem Salzsee in Wadi El Natrun, Ägypten (Sketische Wüste) stammte.
Heute ist bekannt, dass Ectoin in einer Vielzahl von Bakterien auftritt. Um bei hohen Salzkonzentrationen den osmolytischen Effekt auszugleichen und einem Wasserverlust vorzubeugen, bilden diese extremophilen Bakterien das Ectoin im Zytoplasma. Ectoin dient hierbei einerseits zur Regulation des osmotischen Stresses, andererseits schützt und stabilisiert es Proteine auch vor Frost, Austrocknung und hohen Temperaturen, ohne in den Stoffwechsel der Bakterien einzugreifen, selbst bei hohen Konzentrationen.

## Eigenschaften und Wirkung

Zwitterionstruktur des Ectoins in wässriger Lösung

Ectoin ist eine zyklische Aminosäure. In  wässriger Lösung liegt sie als mesomeriestabilisiertes Zwitterion vor. Ectoin wirkt hydratisierend und umgibt auch benachbarte Strukturen wie etwa Proteine und Zellmembranen mit einer schützenden Wasserschicht (preferential hydration). In Untersuchungen konnte gezeigt werden, dass diese Wasserschicht sehr stabil ist. Man geht davon aus, dass neben der Ausbildung von Wasserstoffbrückenbindungen auch andere Mechanismen wirksam sind, die unter anderem durch den zwitterionischen Charakter des Ectoins bedingt sind.

## Herstellung
Die Herstellung von Ectoin kann sowohl fermentativ, chemisch als auch enzymatisch erfolgen.
Im industriellen Maßstab wird Ectoin heute fermentativ produziert. Hierzu wird ein spezifischer, nicht gentechnisch veränderter Stamm der halophilen Bakterien Halomonas elongata genutzt. Die Aufreinigung erfolgt mit Hilfe von z. B. Mikro-/Ultrafiltration, Elektrodialyse und Chromatographie. Die Herstellung von Ectoin im industriellen Maßstab erfolgt beispielsweise bei der bitop AG (Ectoin®) in Witten, Deutschland, und bei Merck (RonaCare®) in Darmstadt.

## Verwendung

### Kosmetik und Medizin
Ectoin wirkt befeuchtend und stabilisiert die natürliche Struktur von Biopolymeren wie Proteinen, Nukleinsäuren und Biomembranen. Es wird daher in der kosmetischen Pflege zum Schutz der Haut vor Schäden durch Stressfaktoren wie UV-Strahlung, Trockenheit, Feinstäube oder Allergene angewendet. Darüber soll es bestehende Falten reduzieren und die Haut vor der Bildung neuer Falten bewahren.
Darüber hinaus wird Ectoin in der medizinischen Pflege – als Medizinprodukt – etwa bei Reizungen oder entzündlichen Erkrankungen der Haut oder der Schleimhäute verwendet. Dazu zählen Erkältungen, Allergien, Atemwegserkrankungen,  trockene Nase und Augen, Mukositis, Juckreiz oder Entzündung des äußeren Gehörgangs oder entzündliche Hauterkrankungen wie Neurodermitis, Psoriasis oder Ekzeme.
Inhalative Anwendung
Neben der topischen Anwendung wird Ectoin auch hinsichtlich einer inhalativen Anwendung bei Atemwegserkrankungen untersucht. In einer randomisierten, kontrollierten Pilotstudie an Arbeitern mit berufsbedingter Schadstoffexposition (Feinstaub, Industrieemissionen) zeigte die inhalative Anwendung von Ectoin Hinweise auf entzündungshemmende Effekte in den Atemwegen sowie eine verbesserte mukoziliäre Clearance. Auf dieser Grundlage wird Ectoin inzwischen auch in ersten medizinischen Inhalationslösungen eingesetzt.

#### Gegenanzeigen und unerwünschte Wirkungen
Bei einer Überempfindlichkeit gegen Ectoin dürfen Ectoin-haltige Produkte nicht verwendet werden. Es liegen derzeit keine Daten zur Anwendung von Ectoin-haltigen Produkten während der Schwangerschaft und in der Stillzeit vor. Es sind keine wiederholt auftretenden oder anhaltenden Nebenwirkungen bekannt. Nach Anwendung auf der Haut wurde in Einzelfällen nach dem Auftragen ein vorübergehendes, örtlich begrenztes Brennen beobachtet.

#### Fertigpräparate
actiMare FACE Anti Aging (D), Ectoin Dermatitis Cream 7 % (D), Hylo Protect Augentropfen (A, D), MedEctoin (D), Olynth Ectomed Nasenspray (D), PARI ProtECT Inhalationslösung (D), Sanactiv Antiallergischer Nasenspray (CH), Sanactiv Antiallergische Augentropfen (CH), Sanadermil EctoinAcute/EctoinAcute Creme (CH), SOS Allergie-Nasenspray (D), Triofan Heuschnupfen/Naturel Nasenspray (CH)

### Biochemie
Ectoin wird in der Biochemie zur Stabilisierung von biologisch aktiven Substanzen wie  z. B. Proteinen, Nukleinsäuren oder Zellen eingesetzt. Mit Hilfe von Ectoin können biologisch aktive Substanzen bei der Lagerung (z. B. Einfrieren/Auftauen) geschützt und Antikörper oder Enzyme sowohl in Stammlösungen als auch in verdünnten Gebrauchslösungen (z. B. für die PCR) stabilisiert werden.